# Liste des sites Ramsar en Serbie
Cet article recense les zones humides de Serbie concernées par la convention de Ramsar.

## Statistiques
La convention de Ramsar est entrée en vigueur en république fédérative socialiste de Yougoslavie le 28 juillet 1977, la république socialiste de Serbie en faisant alors partie. Le 3 juillet 2001, la république fédérative socialiste de Yougoslavie accepte, en tant qu'État successeur de la RFS de Yougoslavie, la convention, rétroactivement depuis le 27 avril 1992 et le début de l'éclatement de cette dernière. Le pays devient la Serbie-et-Monténégro en 2003, puis, le 21 mai 2006, la Serbie et le Monténégro se séparent et deviennent chacun un État indépendant. Le 5 juin 2006, le Serbie annonce continuer à appliquer la convention de Ramsar.
En janvier 2020, le pays compte 10 sites Ramsar, couvrant une superficie de 639,19 km2 (soit moins d'1 % du territoire serbe).

## Liste
| Site                                                    | Entité                     | Notes | Date             | Superficie (km²) | Altitude (m)  | Identifiant Ramsar | Identifiant WDPA | Coordonnées                       | Photo |
| ------------------------------------------------------- | -------------------------- | ----- | ---------------- | ---------------- | ------------- | ------------------ | ---------------- | --------------------------------- | ----- |
| Obedska bara                                            | Voïvodine                  |       | 28 mars 1977     | 175,01           |               | 136                | 68320            | 44° 43′ 59″ nord, 20° 00′ 00″ est |       |
| Lac Ludaš                                               | Voïvodine                  |       | 28 mars 1977     | 5,93             |               | 137                | 68321            | 46° 04′ 01″ nord, 19° 48′ 00″ est |       |
| Stari Begej - Réserve naturelle spéciale de Carska bara | Voïvodine                  |       | 14 mars 1996     | 17,67            | 73 - 78       | 819                | 134953           | 45° 15′ 00″ nord, 20° 22′ 59″ est |       |
| Slano Kopovo                                            | Voïvodine                  |       | 14 mai 2004      | 9,76             | 77 - 87       | 1392               | 902374           | 45° 37′ 59″ nord, 20° 13′ 01″ est |       |
| Labudovo okno                                           | Voïvodine                  |       | 19 mars 2006     | 37,33            | 68 - 78       | 1655               | 903021           | 44° 48′ nord, 21° 18′ est         |       |
| Pešter                                                  | Serbie centrale            |       | 19 mars 2006     | 34,55            |               | 1656               | 903022           | 43° 04′ 59″ nord, 20° 07′ 01″ est |       |
| Gornje Podunavlje                                       | Voïvodine                  |       | 13 novembre 2007 | 224,80           | 80 - 88       | 1737               | 903091           | 45° 45′ nord, 18° 57′ est         |       |
| Lac Vlasina                                             | Serbie centrale            |       | 13 novembre 2007 | 32,09            | 1 174 - 1 300 | 1738               | 903092           | 42° 42′ nord, 22° 21′ est         |       |
| Zasavica                                                | Serbie centrale, Voïvodine |       | 13 mars 2008     | 19,13            | 77 - 82       | 1783               | 903128           | 44° 55′ 59″ nord, 19° 31′ 01″ est |       |
| Koviljsko-petrovaradinski rit                           | Voïvodine                  |       | 8 mars 2012      | 82,92            | 72 - 82       | 2028               | 555547953        | 45° 10′ 41″ nord, 20° 04′ 08″ est |       |